# Sunshine and Gold
Sunshine and Gold è un film muto del 1917 scritto, interpretato e diretto da Henry King.

## Trama
Durante la festa per il suo quinto compleanno, la piccola Mary scappa dal ricevimento al momento della messa in scena di uno spettacolo teatrale e si mette a girovagare lì vicino, cadendo nelle mani di alcuni zingari. Sentendo il loro capo progettare di chiedere un riscatto per lei, Mary fugge dal campo rifugiandosi nei boschi. La mattina dopo, la bambina scopre un uomo anziano che vive lì in una vecchia capanna. È James Andrews: anni prima, Andrews - dopo una furibonda lite con il figlio - aveva deciso di stare per sempre lontano dal consorzio sociale. La presenza della piccola Mary addolcisce il vecchio misantropo. All'arrivo dell'autista che si accusa della sparizione della bimba, Andrews si rende conto che quella è proprio sua nipote, la bambina di suo figlio. Così, nonno e nipotina ritornano a casa insieme e la famiglia finalmente è riunita.

## Produzione
Il film fu prodotto dalla Balboa Amusement Producing Company.

## Distribuzione
Il copyright del film, richiesto dalla Pathé Exchange, Inc., fu registrato il 24 aprile 1917 con il numero LU10624.
Distribuito dalla Gold Rooster Play, il film uscì nelle sale cinematografiche statunitensi il 29 aprile 1917. Nello stesso anno, fu distribuito anche in Francia dalla Pathé Frères.
Copie complete della pellicola sono conservate negli archivi della Cinémathèque Française di Parigi e in quelli del National Film, Television and Sound Archive of Canada di Ottawa.